# Bistum San Bartolomé de Chillán
Das Bistum San Bartolomé de Chillán (lat.: Dioecesis Sancti Bartholomaie de Chillán, spanisch: Diócesis de San Bartolomé de Chillán) ist eine in Chile gelegene Diözese der römisch-katholischen Kirche mit Sitz in Chillán.

## Geschichte
Das Bistum Chillán wurde 1916 durch Papst Benedikt XV. aus Gebietsabtretungen des Bistums Concepción als Mission sui juris Chillán errichtet. Am 18. Oktober 1925 wurde die Mission sui juris Chillán durch Papst Pius XI. mit der Apostolischen Konstitution Apostolici Muneris Ratio zum Bistum erhoben. Das Bistum Chillán ist dem Erzbistum Concepción als Suffraganbistum unterstellt.
Am 1. November 2017 wurde das Bistum Chillán in Bistum San Bartolomé de Chillán umbenannt.

## Ordinarien

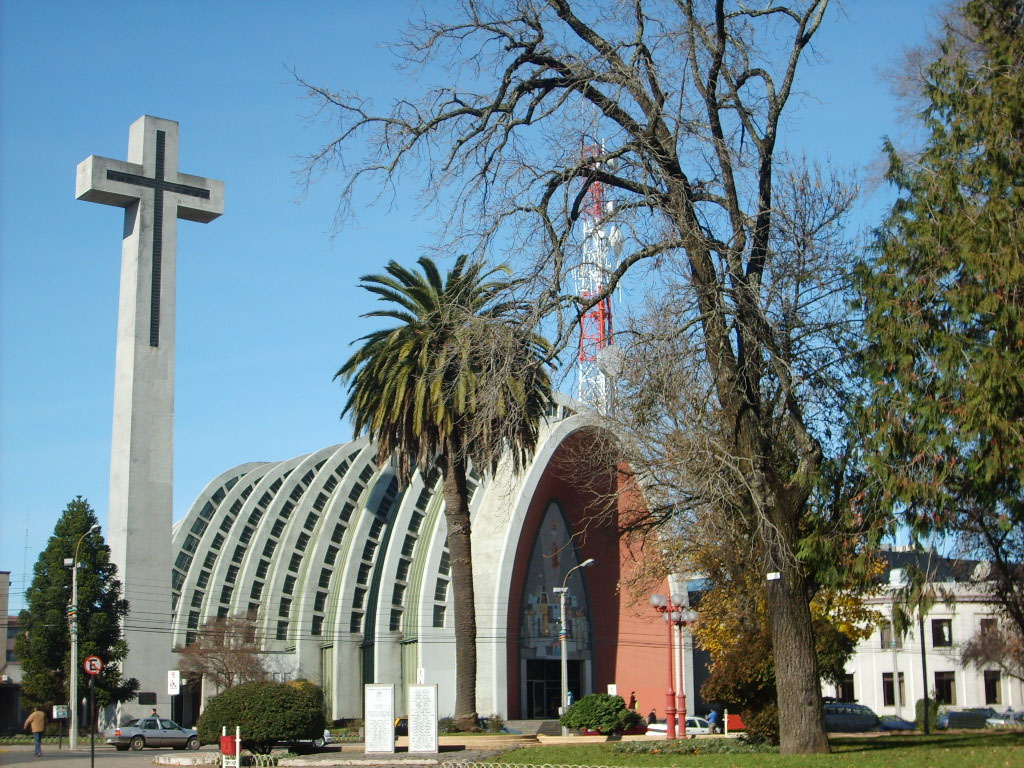
Kathedrale San Bartolomé in Chillán

### Apostolische Administratoren von Chillán
- Reinaldo Muñoz Olave, 1916–1920, dann Weihbischof im Bistum Concepción
- Zacarías Muñoz Henríquez, 1920–1921
- Luis A. Venegas Henríquez, 1922–1923
- Martín Rucker Sotomayor, 1923–1925

### Bischöfe von Chillán
- Martín Rucker Sotomayor, 1925–1935
- Jorge Antonio Larraín Cotapos, 1937–1955
- Eladio Vicuña Aránguiz, 1955–1974, dann Erzbischof von Puerto Montt
- Francisco José Cox Huneeus, 1974–1981, dann Sekretär des Päpstlichen Rates für die Familie
- Alberto Jara Franzoy, 1982–2006
- Carlos Eduardo Pellegrín Barrera SVD, 2006–2018
- Sergio Hernán Pérez de Arce Arriagada SSCC, 2020–2024, dann Erzbischof von Concepción
  - Sedisvakanz seit 16. Mai 2024